# Le Sappey
Le Sappey – miejscowość i gmina we Francji, w regionie Owernia-Rodan-Alpy, w departamencie Górna Sabaudia.
Według danych na rok 1990 gminę zamieszkiwały 284 osoby, a gęstość zaludnienia wynosiła 21 osób/km² (wśród 2880 gmin regionu Rodan-Alpy Le Sappey plasuje się na 1345. miejscu pod względem liczby ludności, natomiast pod względem powierzchni na miejscu 875.).